# Shelter (banda)
Shelter es una banda neoyorkina de hardcore punk, fundada por Ray Cappo (vocalista de Youth of Today) en 1991. Tanto sus letras como estilos de vida tienen relación con la fe Hare Krishna, y a su vez del movimiento krishnacore.
En 2018, la banda se reunió nuevamente para una gira por Estados Unidos y algunas fechas en Europa, con Sammy Siegler como baterista. Como teloneros acompañaron Don't Sleep (banda de Dave Smalley) en la Costa Este y la banda de Washington GIVE en la Oeste.

## Discografía
- No Compromise 7" (Equal Vision, 1990)
- Perfection of Desire (Revelation, 1990)
- In Defense of Reality 7" (Equal Vision, 1991)
- Quest For Certainty (Equal Vision/De Milo Records, 1992)
- Attaining The Supreme (Equal Vision, 1993, EVR7)
- Shelter Bhajan tape (Equal Vision, 1993)
- Standard Temple tape (Equal Vision)
- Mantra (Roadrunner, 1995)
- Here We Go" 12"/CD single (Roadrunner, 1995)
- Message of the Bhagavat 7" (Supersoul, 1995)
- Whole Wide World CD single (Roadrunner, 1997)
- Beyond Planet Earth (Roadrunner, 1997)
- Quest For Certainty CD relanzamiento (Revelation, 1998)
- Chanting & Meditations (Krishna Core, 1998)
- When 20 Summers Pass (Victory, 2000)
- The Purpose, The Passion (Supersoul, 2001)
- Eternal (Good Life, 2006)

## Miembros
| Formación original - Ray Cappo (Youth of Today, Better Than a Thousand) - Dave Ware (aka Yasomatinandana Das) (76% Uncertain, Reflex From Pain) - Todd Knapp (76% Uncertain, Reflex From Pain) - Tom Capone (Bold, Quicksand, Handsome) - William Knapp | Colaboradores - Jamie Whitehead - Graham Land (Better Than a Thousand, Worlds Collide, Battery) - Chris Interrante (aka Krsna-Caitanya dasa) (108) - Eric Dailey (aka Ekendra Fasa]) (108) - Vic DiCara (aka Vraja Kishor Fasa) (Inside Out, 108) - John Porcelly (a.k.a. Paramananda Fasa) (Youth of Today, Gorilla Biscuits, Project X) - Alex Garcia-Rivera (Saves the Day, American Nightmare, Good Clear Fun) - Dave DiCenso (Cro-Mags, White Devil) - Adam Blake (H2O) - Franklin Rhi (108, Cro-Mags) - Kim Shopav (aka Sri Keshava) (Baby Gopal) - Trey Files - Daniel Johansson (Versant, Shiny Toy Guns) - Ken Olden (When Tigers Fight, Worlds Collide) - Drura Parrish - Conor Adam Logan (The Logan, Days in Between, Ten Times a Day) - Tyler Lawrence - Norman Brannon (aka Norm Arenas) (108, Texas is the Reason) - Matt Malouin - Bryan K. Christner - Bip Bop McGillicuddy - Aaron Rossi (Ministry, Strife) - Sammy Dirksz (aka Sankirtanaika-Pitarau Dasa) - Perry Poldervaart - Cesco Willemse - Philip J. Kaplan - Edwin Verhiest - Marc Hoogenboom - Jason Grotrian (Eye for an Eye) - Mackie Jayson (Bad Brains, Cro-Mags) - Will Joyce - Antonio Valladares - Mike White (Negative Male Child) - Tim Brooks (Bold) - Sammy Siegler (Youth of Today, Gorilla Biscuits, Rival Schools) - Roy Mayorga (Nausea, Soulfly) |